# Криббедж
Кри́ббедж (криббидж, крибедж; англ. cribbage) — карточная игра для 2 игроков, популярная в Англии и США. По одной из версий, придумана в начале XVII века английским поэтом Джоном Саклингом. Для игры используется полная колода — 52 карты. Старшинство карт — от туза до короля: туз — 1 очко, десятка, валет, дама, король — по 10 очков, все прочие карты оцениваются по числу очков на карте. Козырей нет. Цель игры — раньше противника набрать 121 очко, составляя различные комбинации с помощью своих карт и карт соперника. Очки добываются в нескольких сдачах, каждая из которых состоит из игры и показа, или «хвалёнки». Подсчёт очков ведётся с помощью специальной доски с отверстиями и колышками, либо просто делаются записи на бумаге.

## Правила игры
Игроки по очереди вытаскивают из колоды по карте, вытянувший младшую по рангу получает право раздавать первым, в дальнейшем право сдачи переходит от одного игрока к другому. В современном криббедже обоим игрокам сдаётся по 6 карт (прежде играли в пятикарточный криббедж), по одной карте, начиная с партнёра. Каждый из игроков взакрытую сбрасывает по 2 карты, которые образуют «криб», или «кормушку», 5 карт которого в совокупности со стартовой картой, используются на этапе показа; очки за криб начисляются сдающему. Затем партнёр сдающего переворачивает колоду, при этом верхняя открытая карта (стартовая карта), являясь общей для обоих игроков, используется при показе. Если стартовой картой окажется валет, то сдающий сразу же записывает себе 2 очка.
Далее начинается розыгрыш. Игроки по очереди, начиная с противника сдающего, выкладывают на стол по одной карте, стремясь составить комбинации карт, за которые начисляются очки. Когда сумма очков карт достигнет 31, либо никто из игроков не может положить карту так, чтобы не превысить 31 очко (оба говорят «пропускаю»), сумма очков обнуляется и начинается новый розыгрыш. Так продолжается, пока игроки не выложат на стол все карты, имеющиеся на руках. На этом сдача считается оконченной и начинается второй этап — показ карт. В показе участвуют карты, которые игроки имели на руках перед началом розыгрыша и стартовая карта.

## Комбинации карт

### Перед началом розыгрыша
- Валет — 2 очка — получает сдающий, если стартовой картой оказывается валет любой масти

### На этапе розыгрыша
- Пятнадцать — 2 очка — получает игрок, выложивший карту к предыдущим, так что в сумме получается 15 очков; например: Д, 5; 7, 8; 4, В, Т и т. д.
- Пара — 2 очка — получает игрок, добавивший карту того же ранга, что и предыдущая
- Тройка (королевская пара) — 6 очков — получает игрок, добавивший третью подряд карту одного ранга
- Квартет (двойная королевская пара) — 12 очков — получает игрок за четвёртую подряд карту одного ранга (возможно только для карт от туза до семёрки)
- Последовательность — от 3 до 6 очков, число очков зависит от длины последовательности — получает игрок, добавивший к предыдущим картам свою карту, так что образовалась последовательность карт; например: В, Д, К; 6, 5, 4. В последовательности не важна очерёдность выкладки карт, например: 3, 5, 4 — трёхкартовая последовательность; 9, В, Д, 10 — четырёхкартовая последовательность и т. д. Как видно из примера, четырёхкартовая последовательность образовалась не из трёхкартовой последовательности, так же и для пяти- и шестикартовых последовательностей. Туз, являясь самой младшей картой, образует последовательность с двойкой и тройкой, но не образует последовательности с дамой и королём
- Последняя карта — 1 очко — получает игрок, выложивший на стол карту, при этом сумма очков меньше 31, но никто больше не может добавить карту, чтобы не превысить 31, либо карт на руках не осталось
- Тридцать одно — 2 очка — получает игрок, добавивший карту, так что в сумме получается 31 очко; за последнюю карту очки не начисляются

### На этапе показа
- Пятнадцать — 2 очка — за каждую комбинацию, дающую в сумме 15 очков; например: на руках Т, 4, 5, В и стартовая карта 6, тогда комбинации — 5, В; Т, 4, В; 4, 5, 6 — итого 6 очков
- Пара — 2 очка — за 2 карты одного ранга
- Тройка (королевская пара) — 6 очков — за 3 карты одного ранга
- Квартет (двойная королевская пара) — 12 очков — за 4 карты одного ранга
- Последовательность — от 3 до 5 очков — за все возможные сочетания карт, при этом мелкие последовательности, входящие в состав более длинных не рассматриваются. Например: 3, 4, 5, 5, 6 — 2 последовательности 3, 4, 5, 6 по 4 карты — итого 8 очков
- Масть — 4 или 5 очков — за 4 или 5 карт одной масти. Важно, что для карт в «крибе» засчитывается только пятикарточная масть
- Вальтовая масть — 1 очко — за валета той же масти, что и стартовая карта

## Порядок начисления очков
В криббедже крайне важен порядок начисления очков, поскольку побеждает игрок, первым набравший 121 очко, вне зависимости от того, на каком этапе это произошло: если противник сдающего набирает 121 (или больше) очко во время показа своих карт, то он выигрывает, даже если сдающий имеет возможность своим показом набрать большую сумму очков.
1. очки за стартовую карту (если валет)
2. очки во время розыгрыша
3. очки за показ карт противника сдающего
4. очки за показ карт сдающего
5. очки за «криб»

## Разновидности криббеджа
- Пятикарточный криббедж — старый, изначальный вариант игры. На руках после сноса 2 карт в «криб», остаётся по 3 карты. игра ведётся до 61 очка. Противник сдающего после сдачи карт автоматически получает 3 очка. После того как сумма очков карт на столе составит 31 или, если ни один из игроков не может добавить карту к уже имеющимся на столе, чтобы не превысить 31 очко, розыгрыш заканчивается и начинается этап показа, даже если на руках у игроков ещё остались карты.
- Семикарточный криббедж — сдаётся по 7 карт и одна карта в «криб», после сброса 2 карт в «крибе» и на руках находится по 5 карт. Игра ведётся до 151 очка.
- Криббедж для 3 игроков — каждому сдаётся по 5 карт и одна карта в «криб», играющие скидывают по 1 карте в «криб». Остальное — как в шестикарточном криббедже.
- Криббедж для 4 игроков — сдаётся по 5 карт, каждый сбрасывает по одной карте в «криб». игра ведётся по правилам шестикарточного криббеджа.
- Парный криббедж — то же самое, что и для 4 игроков, только игроки, сидящие по диагонали, формируют пары. Очки пары суммируются.
- Криббедж-поддавки — игрок, первым набравший 121 очко, проигрывает.
- Криббедж с «зеванием» — если игрок не начислил себе очки за комбинацию карт, то есть «прозевал», то его соперник может обратить на это внимание и записать эти очки себе.

## Доска для игры в криббедж

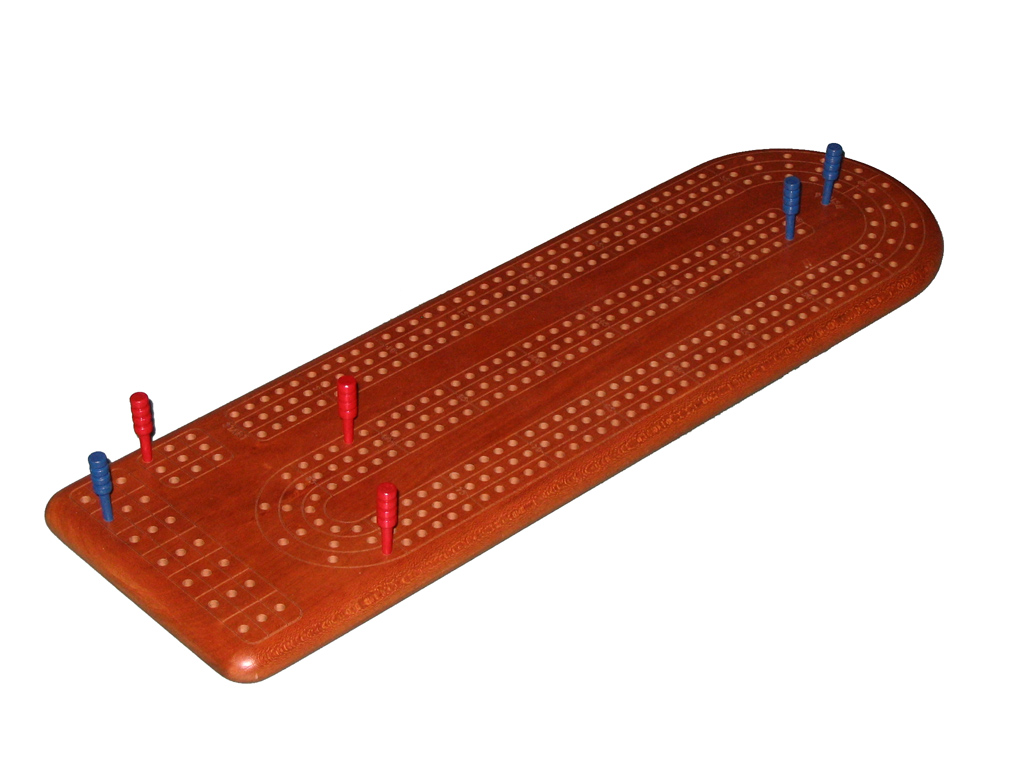
Доска для игры в криббедж со 120 отверстиями

Хотя подсчёт очков можно вести и на бумаге, традиционно используется специальная доска для криббеджа. Она представляет собой 4 ряда по 30 отверстий (старый вариант), разбитых на группы по 5 отверстий, либо 3 или 4 ряда по 120 отверстий (современный вариант). Для подсчёта очков игроки используют 2 колышка: один показывает текущее количество очков, другой − сколько было на предыдущем ходу, так что в случае ошибки при подсчёте, всегда можно вернуться назад.

## Компьютерные реализации
Hi-Res Cribbage — первый электронный симулятор криббеджа, разработанный и изданный компанией On-Line Systems в 1980 году для платформы Apple II.
Существует игра Cribbage with Grandpas, изданная Less Than Three Interactive. Игру можно скачать на Android.